# Apamoeridops grandidieri
Apamoeridops grandidieri är en insektsart som först beskrevs av Herman Willem van der Weele 1909.
Apamoeridops grandidieri ingår i släktet Apamoeridops och familjen fjärilsländor. Inga underarter finns listade i Catalogue of Life.